# Martini Perfect
Il Martini Perfect è un cocktail composto da gin e vermut. È una delle varianti del Martini, che appartiene alla categoria dei pre-dinner.

## Ingredienti
- 6,0 cl di gin
- 1,0 cl di vermut dry
- 1,0 cl di vermut rosso

## Preparazione
Gli ingredienti vanno versati in un mixing glass con aggiunta di cubetti di ghiaccio; si mescola bene e si serve in una coppetta a cocktail raffreddata. La decorazione del cocktail è la ciliegina rossa.